# Yeongtong-gu
Yeongtong-gu est un arrondissement (gu) de la ville Suwon-si de la province Gyeonggi-do en Corée du Sud.